# Jakov Michajlovič Sverdlov
Jakov Michajlovič Sverdlov (in russo Я́ков Миха́йлович Свердло́в?; Nižnij Novgorod, 3 giugno 1885 – Mosca, 16 marzo 1919) è stato un politico sovietico.
Noto durante la Rivoluzione d'ottobre anche con gli pseudonimi di Andrej, Michalyč, Maks, Smirnov e Permjakov, fu un leader del partito bolscevico e un capo di Stato della Russia sovietica all'indomani della conquista del potere da parte dei bolscevichi.

## Biografia

### Anni giovanili
Jakov Sverdlov nacque da famiglia ebraica, nel 1885. Nel 1901 aderì al partito socialdemocratico dei lavoratori di Russia, schierandosi con la fazione dei bolscevichi a sostegno di Lenin e svolgendo un ruolo importante nell'organizzazione del partito bolscevico negli Urali, soprattutto nella città di Ekaterinburg. Prese parte ai moti rivoluzionari del 1905.
Tra il 1905 e il 1909 ricoprì vari incarichi organizzativi nel partito, prima negli Urali e poi a Mosca. A causa della sua attività politica venne arrestato dalla polizia zarista nel giugno del 1906 e condannato a tre anni di carcere. Nel 1909 fu nuovamente arrestato a Mosca, e deportato in Siberia. Evase nel 1910, ma fu nuovamente arrestato e condannato a quattro anni di detenzione. Nel 1912 riuscì tuttavia nuovamente ad evadere, riparando a San Pietroburgo, ove iniziò a lavorare alla redazione della Pravda.

### L'elezione al Comitato Centrale e la Rivoluzione d'ottobre
Nel 1912, il giovane Sverdlov venne nominato membro supplente del Comitato Centrale del partito. Arrestato nuovamente, venne deportato a Turuchansk in Siberia, ove restò sino al 1917.
Strenuo sostenitore della linea politica di Lenin, nel 1917 fu incaricato dal Comitato centrale della direzione organizzativa del partito, di cui assunse la carica di segretario. Nell'agosto dello stesso anno, il sesto congresso del partito lo elesse al Comitato centrale. Ebbe un ruolo centrale nell'organizzazione della Rivoluzione d'ottobre.

### Gli anni alla direzione del Partito

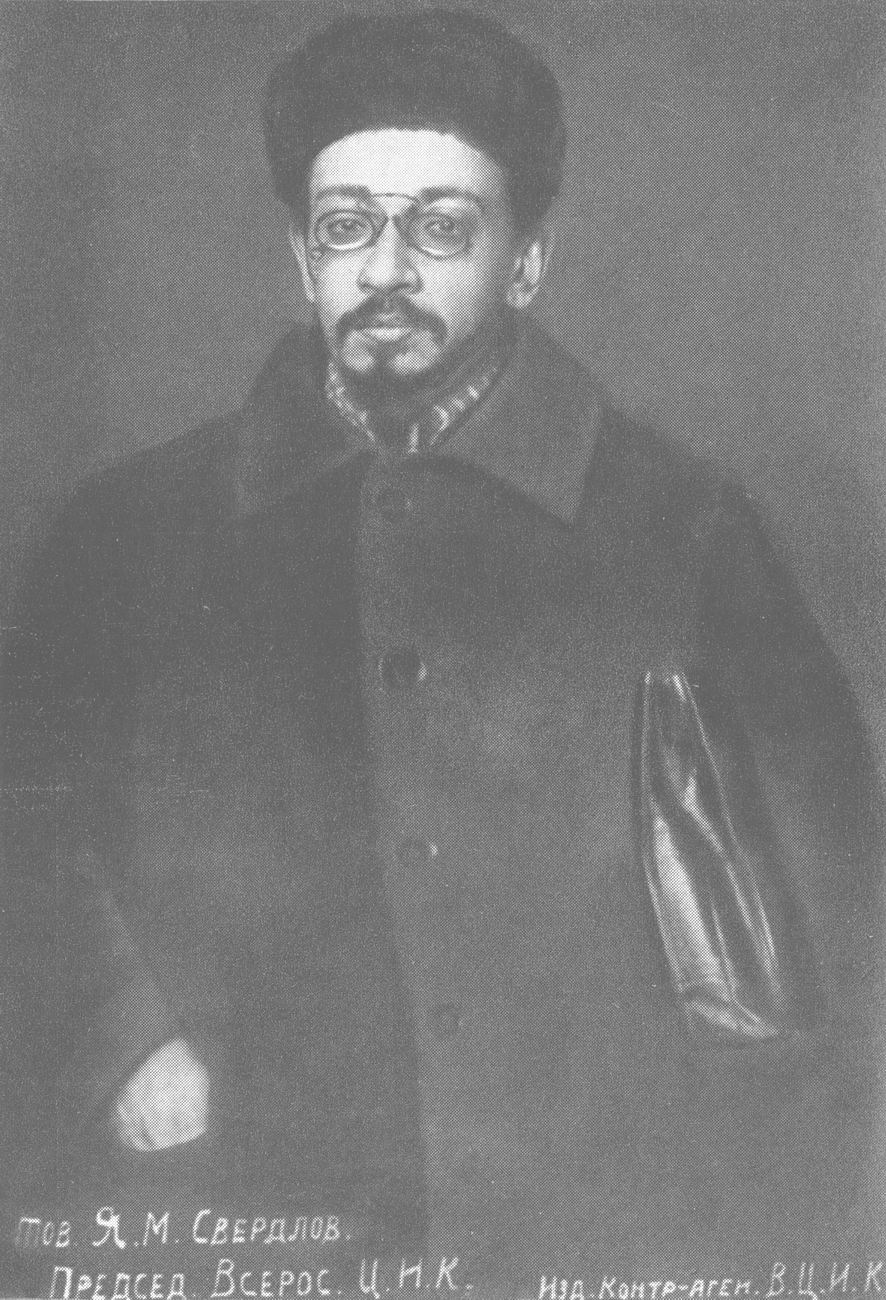
Sverdlov nel 1918

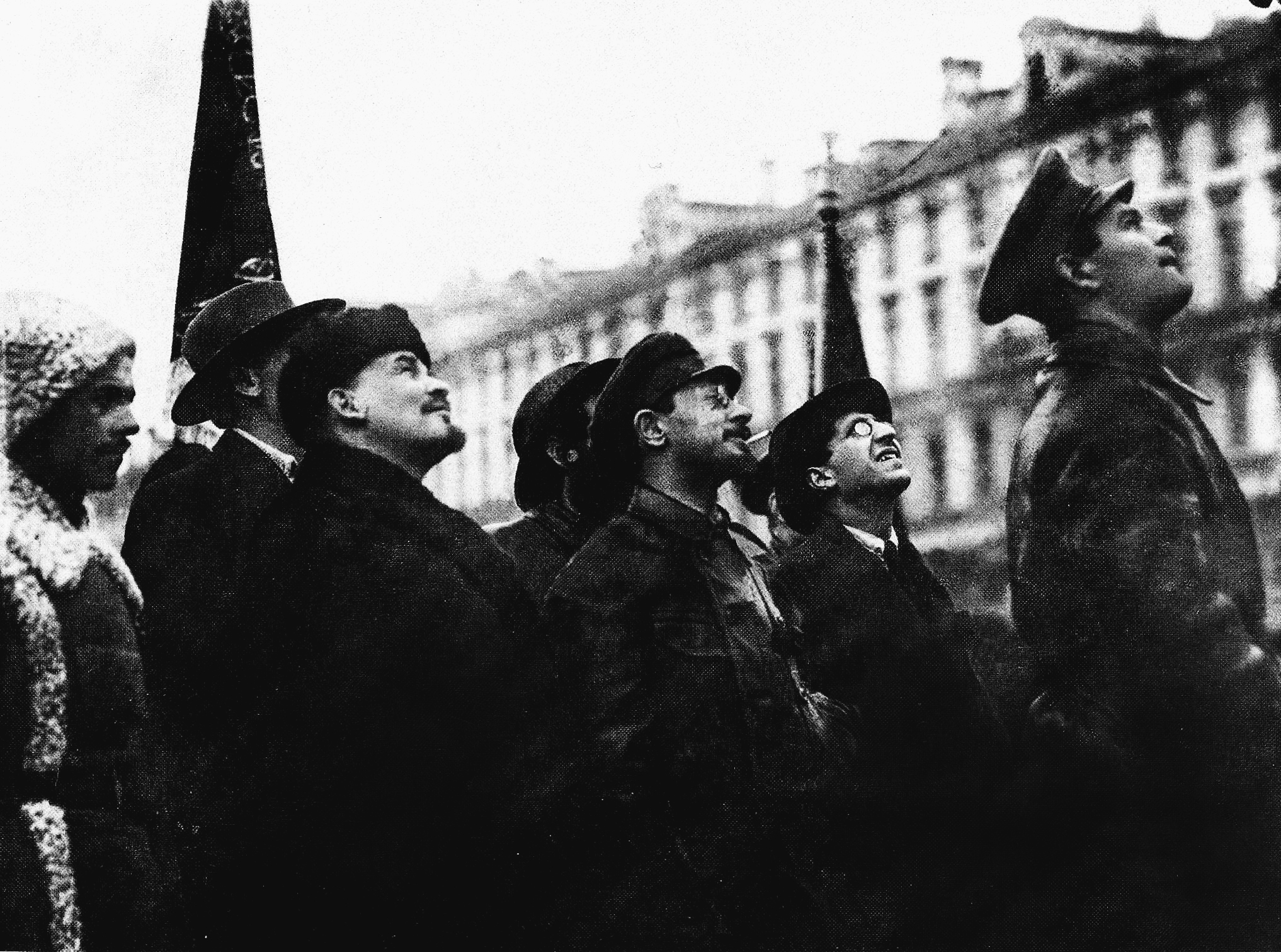
Sverdlov con Lenin e Avanesov

Dopo la vittoria della rivoluzione, Sverdlov fu eletto al Comitato centrale esecutivo dei soviet russi. Poco dopo l'elezione fu nominato presidente del Comitato quale successore di Lev Kamenev.
Fedelissimo alleato di Lenin, che al tempo ricopriva la carica di Presidente del Consiglio dei commissari del popolo ed era quindi capo del governo, si adoperò con forza per convincere i membri del partito ad accettare la controversa decisione di concludere l'accordo di pace di Brest-Litovsk, con il quale la Russia uscì dalla prima guerra mondiale.
Nel marzo del 1918, Sverdlov presiedette la seduta del settimo congresso del partito, in cui si decise di modificare il nome in partito comunista. Fu poi presidente della commissione che elaborò la Costituzione della Repubblica socialista sovietica federata russa, approvata nel luglio del 1918 dal congresso dei soviet.
Nel luglio del 1918, dopo aver appreso che truppe controrivoluzionarie erano in marcia verso Ekaterinburg dove si trovavano detenuti lo zar deposto Nicola II e la sua famiglia, il comitato centrale esecutivo, su proposta di Sverdlov, ordinò al commissario Jurovskij del Soviet degli Urali di fucilarli e di occultarne i corpi. L'ordine venne eseguito nella notte del 17 luglio 1918: su ordine di Sverdlov, venne divulgata la notizia dell'esecuzione del solo ex-zar tacendo riguardo alla famiglia.

### La morte
Nel febbraio 1919, mentre si trovava in viaggio per varie conferenze in preparazione dell'ottavo congresso del partito, Sverdlov si ammalò di influenza spagnola e morì poco dopo il suo rientro a Mosca, all'età di trentatré anni.

## Curiosità
- Il fratello maggiore di Sverdlov, Zinovij Alekseevič Peškov, fu militare e diplomatico al servizio della Francia.
- Tra il 1924 e il 1991 la città di Ekaterinburg, sede dell'eccidio Romanov da lui voluto, è stata chiamata Sverdlovsk (in russo: Свердло́вск) in suo onore.
- Il nome di Sverdlov è stato dato anche ad una classe di incrociatori della marina sovietica.